# Шивачът от Панама
„Шивачът от Панама“ (на английски: The Tailor of Panama) е американско-ирландски шпионски трилър от 2001 г. на режисьора Джон Бурман, който е съсценарист с Джон льо Каре и Андрю Дейвис.
Базиран на едноименния роман, написан от льо Каре през 1996 г., във филма участват Пиърс Броснан, Джефри Ръш, Джейми Лий Къртис, Брендан Глийсън, Катрин Маккормак, Леонор Варела и Харолд Пинтър, а Даниел Радклиф прави дебюта в киното.
Премиерата на филма се състои в международния фестивал в Берлин на 11 февруари 2001 г., и е пуснат по кината в Съединените щати от „Кълъмбия Пикчърс“ на 30 март.